# Анационализам
Анационализам је појам настао исмеђу говорницима односно корисницима есперанта. Он описује космополитичке предлоге кроз које непостојање националне везаности повезују неке или све од следећих наведених струја и идеја:
- радикални антинационализам
- универзализам
- оријентација "једног света"
- прихваћање историјског тренда глобалне стандардизације језика, или, у неким случајевима чак и жељу да тај процес убрза
- жеља за политичким образовањем и организацијом светског пролетаријата у смислу ових идеја
- корисност есперанта као инструмент просветљења

Организација Анационални светски савет (Sennacieca Asocio Tutmonda, SAT) је створена као анационалистичка група која сама по себи није национално организована.